# 별을 찾아서
《별을 찾아서》는 1987년 7월 19일에 MBC TV에서 방영된 베스트셀러극장이다.

## 줄거리
학교 간부 수련회 때 익사사고가 일어났다. 지도교사는 관리 소홀로 인해 번민에 빠지고 학부모나 학생들로 부터 비난을 받는다. 이교사가 오토바이 사고로 사망하자 현 교사는 재판에 회부되는데...

## 출연
- 김인문
- 강승우
- 박상원
- 김상순
- 김은영
- 김인태
- 이호재
- 윤문식
- 홍순창
- 문시경
- 김두삼
- 최한호
- 김진구
- 서갑숙
- 김길호
- 조형기
- 김철화
- 김민석
- 정옥선
- 장선숙
- 김용진
- 이종숙